# Lean into Me
Lean into Me è il sesto album in studio del cantante belga Milow pubblicato il 31 maggio 2019.

## Tracce
1. All the Lights (album intro) – 0:49
2. Lay Your Worry Down – 3:22 (Milow, Matt Simons)
3. Break the Silence – 3:30
4. Help – 3:12
5. She – 2:29
6. Greatest Expectations – 3:32
7. Good Thing – 2:45
8. Michael Jordan – 4:38
9. Loud & Clear – 3:28
10. Houdini – 4:41
11. While You're Asleep – 3:50 (Milow, Brett Dennen)
12. Laura's Song – 3:33
13. All the Lights – 3:40

Durata totale: 43:29

## Singoli
- Help (5 aprile 2019)[2]
- Laura's Song (24 maggio 2019)[3]